# Guy Pierard
Pour les articles homonymes, voir Piérard.
Guy Pierard, né le 9 août 1948 à Genk et mort le 15 octobre 2016 à Huissignies, est un homme politique belge wallon, membre du PRL.
Il est licencié en journalisme et communications sociales;
Chevalier de l'Ordre de Léopold.

## Carrière politique
- Député belge :
  - du 17 avril 1977 au 13 octobre 1985
  - du 24 novembre 1991 au 12 avril 1995
    - Ancien Questeur de la Chambre.
      - Ancien président du groupe libéral (PRL) du Conseil de la Communauté française.
- Ancien chef de cabinet de Arnaud Declety, Ministre de la Région Wallonne.
- Ancien secrétaire général adjoint du Conseil économique et social de la Région wallonne.
- Conseiller communal de La Louvière.